# Dąb, Katowice
Dąb (tiếng Đức: Domb) là một quận của Katowice, có diện tích 1,86 km 2 và năm 2007 có 7.694 cư dân.